# Le Son du cor
Le Son du cor (titre original : The Sound of His Horn) est un roman de l'écrivain britannique Sarban (pseudonyme de John William Wall), écrit en 1950 et publié en 1952.
Le Son du cor est généralement considéré comme un récit de type uchronique,,,.

## Résumé
Le monde de départ est le nôtre. Les Alliés ont remporté la Seconde Guerre mondiale, les Nazis ont été défaits. Le héros, Alan Querdilion, est un ancien soldat anglais qui se souvient de son évasion d’une prison d’Allemagne orientale. Alors qu’il court dans la forêt jouxtant sa prison, un phénomène inexplicable, et très peu expliqué du reste, (« Je fus ébloui par une effrayante lumière jaune tandis que mon corps, perdant à la fois tout poids et toute cohésion, se convulsait et jaillissait comme une bulle de gaz dans l’obscurité »), il se retrouve projeté dans un avenir lointain alterné. Les Nazis y règnent en seigneurs féodaux et leur sport favori consiste à chasser du gibier humain.
Cruauté, sadisme et cérémonies païennes se succèdent. Le roman se présente donc comme un récit au passé d’un Querdilion en convalescence psychiatrique après la fin de la guerre et la victoire des Alliés. Il raconte à son ami d’enfance, au coin du feu et lors d’un long préambule, comment il a failli perdre la raison et la vie chez les Gauleiters nazis et comment il a pu s’échapper de ce monde cauchemardesque pour revenir dans la "réalité". Ce préambule n’a pour raison d'être que de rassurer le lecteur en plantant le décor d’un univers familier (l’Angleterre victorieuse) avant de le plonger dans l’horreur absolue.
De ce point de vue, on peut considérer que Le Son du cor relève plus du fantastique que de l'uchronie ou de la science-fiction. En effet, l’univers parallèle est atteint par le héros sans qu’il ait recours à une quelconque technologie et son existence n’est pas justifiée scientifiquement. L’histoire racontée par Alan Querdilion s’apparente par certains côtés au rêve d’un homme fou, à un cauchemar. Son arrivée chez les Gauleiters « de l’an 102 du Premier Millénaire germanique » s’apparente à un réveil terrifiant dans un environnement qui, certes s’il reste humain, est néanmoins tellement différent qu’il provoque l’effroi : structure féodale, prolétariat réduit à l’esclavage, les derniers survivants de la race slave sont des « sous-hommes élevés et sélectionnés par des méthodes avancées de biotechnologie, privés de leur langue et d’autres organes non nécessaires à l’accomplissement de leurs tâches domestiques », complètement assujettis au moindre caprice de leurs maîtres qui vont jusqu’à les utiliser comme gibier de chasse.

## Analyse
Les seigneurs de ce monde, à l’instar d’Hermann Goering, ne font que boire, manger et festoyer dans des châteaux évoquant en permanence la chasse. Le cauchemar proposé par Sarban est rural et forestier. Il s’oppose en cela à tous les autres auteurs de sa génération qui ne savaient que proposer des dystopies futures (une dystopie est une utopie négative) se déroulant dans des mégalopoles ultramodernes avec des régimes totalitaires utilisant la (dés-)information, le lavage de cerveau…
Le Son du cor peut donc également s'analyser comme un roman d’horreur à base de sadisme pur, comme le fait ici Kingsley Amis :
« Le Son du cor est de la « fantasy » sexuelle mélangeant plusieurs traits de psychologie anormale : l’idée globale de chasse dont les proies sont des filles, l’utilisation de chiens sauvages pour la poursuite, la nudité choisie des costumes féminins, dont ces femmes-chats presque nues mais munies de gants pourvus de griffes capables de déchirer des fauves vivants avant qu’elles ne les mangent, ce groupe de filles alignées en rangées de chandeliers vivants. Alan Querdilion regarde et raconte tout, longuement et en détail. Ce n’est pas difficile de voir en quoi est décrite ici la jouissance fascinée de fantasmes sadiques et, dans l’attitude de l’auteur de la description, une révolte morale hypocrite, introduite pour rendre auteur et lecteurs capables de conserver le respect d’eux-mêmes pendant qu’ils continuent à jubiler. […] Une grande partie du roman est écrite avec Querdilion en train d’être lui-même chassé et on ne peut pas trouver d’indication comme quoi Sarban ou lui-même en ressentent secrètement quelques frémissements de honte. »

## Éditions
Le Son du cor a été publié en France par les éditions Opta, Paris, 1970, dans la collection Galaxie-bis, sous le no 18, avec une traduction française de Jacques de Tersac. Ce volume comprend en outre trois nouvelles : John Brunner, Comme dans un livre ouvert (Out of Mindshot, juin 1970, traduit par Denise Hersant), H.H. Hollis, Jeux de Mains (Eeeetz CH, novembre 1968, traduit par Alice Ditcharry) et C.C. MacApp, Un Aller pour Zenner (A Ticket to Zenner, juillet 1967, traduit par Bruno Martin).
En juin 2017, l'ouvrage est réédité par les éditions Mnémos.